# U-19-Fußball-Europameisterschaft 2005
Die 21. U-19-Fußball-Europameisterschaft wurde in der Zeit vom 18. bis 29. Juli 2005 in Nordirland ausgetragen. Sieger wurde Frankreich durch einen 3:1-Sieg über England. Deutschland schied im Halbfinale gegen den späteren Titelträger aus. Titelverteidiger Spanien konnte sich wie Österreich und die Schweiz nicht qualifizieren.

## Modus
Die acht qualifizierten Mannschaften werden auf zwei Gruppen zu je vier Mannschaften aufgeteilt. Innerhalb der Gruppen spielt jede Mannschaft einmal gegen jede andere. Die zwei Gruppenersten bestreiten das Halbfinale. Die Halbfinalsieger erreichen das Endspiel.

## Teilnehmer
Am Turnier nahmen folgende Mannschaften teil:
- Armenien: Edel Bete, Hayk Chilingaryan, Mikheil Simonyan, Armen Hovhannisyan, Rafael Safaryan, Narek Manukyan, Mkhitar Grigoryan, Gurgen Meliksetyan, Aleksandr Petrosyan, Zhora Hovhannisyan, Edgar Manutscharjan, Armen Fishyan, Artur Stepanyan, Artak Hovhannisyan, Carl Lombé, Vahe Meghrabyan, Artak Oseyan, Gevorg Nranyan – Teamchef: Samvel Petrosyan.
- Deutschland: Florian Fromlowitz (1. FC Kaiserslautern), Markus Heppke (FC Schalke 04), Sascha Dum (Bayer 04 Leverkusen), Robert Müller (Hertha BSC), Pascal Bieler (Hertha BSC), Niko Bungert (FC Schalke 04), Markus Steinhöfer (FC Bayern München), Eugen Polanski (Borussia Mönchengladbach), Mustafa Kučuković (Hamburger SV), Ashkan Dejagah (Hertha BSC), Stephan Schröck (SpVgg Greuther Fürth), Manuel Neuer (FC Schalke 04), Jérôme Polenz (Werder Bremen), Denis Epstein (1. FC Köln), Dennis Kempe (Borussia Mönchengladbach), Florian Müller (FC Bayern München), Kevin-Prince Boateng (Hertha BSC), Chhunly Pagenburg (1. FC Nürnberg) – Teamchef: Uli Stielike.
- England: David Martin, Anthony McMahon, Andrew Taylor, Mark Noble, Matt Mills, Martin Cranie, James Morrison, Grant Leadbitter, Matty Fryatt, Ryan Jarvis, Lee Holmes, Dexter Blackstock, John Ruddy, Laurence Wilson, Philip Ifil, Richard Jones, Ryan Smith, David Wheater – Teamchef: Martin Hunter.
- Frankreich: Hugo Lloris, Yassin Moutaouakil, Cedric Cambon, Abou Diaby, Mohamed Chakouri, Didier Digard, Olivier Nsiambanfunu, Younès Kaboul, Moussa Sow, Djamel Abdoun, Abdoulaye Baldé, Yoann Gourcuff, Frédéric Sammaritano, Geoffrey Jourdren, Yohan Cabaye, Florian Marange, Franck Dja Djedje, Yoan Gouffran – Teamchef: Philippe Bergeroo.
- Griechenland: Alexandros Kasmeridis, Ioannis Maniatis, Stefanos Siontis, Theodoros Tripotseris, Christos Lisgaras, Sotirios Balafas, Charalampos Perperidis, Stilianos Iliadis, Antonis Petropoulos, Lazaros Hristodoulopoulos, Christos Aravidis, Dimitris Sotiriou, Antonis Rikka, Vassilis Sachinidis, Dimitrios Kiliaras, Grigorios Makos, Efthimios Kotitsas, Nikolaos Soulidis – Teamchef: Nikolaos Nioplias.
- Nordirland (Ausrichter): Jonathan Tuffey, Chris Turner, Paul Hamilton, Kyle Mcvey, Rory McArdle, Aaron Callaghan, Dermot McCaffrey, Andrew Cleary, Daryl Fordyce, Matthew Doherty, Kieran McKenna, Paul Willis, Paul Mccrink, Aidan Watson, David Buchanan, Jonny Steele, Michael Carville, Thomas Stewart – Teamchef: Mal Donaghy.
- Norwegen: Joakim Heier, Arnar Førsund, Magnus Ueland, Johan Lædre Bjørdal, Steffen Hagen, Per Ciljan Skjelbred, Alexander Tettey, Dawda Leigh, Bjarne Ingebretsen, Matthew Doherty, Petter Hanssen, Dag Ole Hoving Thomassen, Kevin Larsen, Tore Reginiussen, Vidar Nisja, Alexander Mathisen, Karim Aoudia, Morten Krüger Hæstad – Teamchef: Tor Ole Skullerud.
- Serbien und Montenegro: Aleksandar Jović, Predrag Pavlović, Marko Djalovic, Gojko Kačar, Milan Perendija, Milan Smiljanić, Vladimir Bogdanović, Nenad Lazareski, Borko Veselinović, Nebojša Marinković, Marko Markovski, Dejan Muštur, Nenad Djurović, Borislav Pavlovic, Ljubomir Stevanovic, Nenad Tomović, Stefan Djurović, Nemanja Arsenijević – Teamchef: Zvonko Živković.

## Spielorte
| Ballymena |

| Lurgan |

| Belfast |

| Newry |

| Ballymena |

| Lurgan |

| Belfast |

| Newry |

## Vorrunde

### Gruppe A
| Pl. | Land                   | Sp. | S | U | N | Tore    | Diff. | Punkte |
| --- | ---------------------- | --- | - | - | - | ------- | ----- | ------ |
| 1.  | Serbien und Montenegro | 3   | 3 | 0 | 0 | 008:200 | +6    | 09     |
| 2.  | Deutschland            | 3   | 2 | 0 | 1 | 007:500 | +2    | 06     |
| 3.  | Griechenland           | 3   | 1 | 0 | 2 | 001:600 | −5    | 03     |
| 4.  | Nordirland             | 3   | 0 | 0 | 3 | 001:400 | −3    | 0      |

|                            |   |                        |     |
| 18. Juli 2005 in Lurgan    |   |                        |     |
| Serbien und Montenegro     | – | Deutschland            | 4:2 |
| 18. Juli 2005 in Belfast   |   |                        |     |
| Nordirland                 | – | Griechenland           | 0:1 |
| 20. Juli 2005 in Lurgan    |   |                        |     |
| Griechenland               | – | Deutschland            | 0:3 |
| 20. Juli 2005 in Newry     |   |                        |     |
| Nordirland                 | – | Serbien und Montenegro | 0:1 |
| 23. Juli 2005 in Ballymena |   |                        |     |
| Nordirland                 | – | Deutschland            | 1:2 |
| 23. Juli 2005 in Belfast   |   |                        |     |
| Griechenland               | – | Serbien und Montenegro | 0:3 |

### Gruppe B
| Pl. | Land       | Sp. | S | U | N | Tore    | Diff. | Punkte |
| --- | ---------- | --- | - | - | - | ------- | ----- | ------ |
| 1.  | Frankreich | 3   | 2 | 1 | 0 | 005:200 | +3    | 07     |
| 2.  | England    | 3   | 1 | 2 | 0 | 005:400 | +1    | 05     |
| 3.  | Norwegen   | 3   | 1 | 0 | 2 | 005:600 | −1    | 03     |
| 4.  | Armenien   | 3   | 0 | 1 | 2 | 001:400 | −3    | 01     |

|                            |   |            |     |
| 18. Juli 2005 in Belfast   |   |            |     |
| Frankreich                 | – | England    | 1:1 |
| 18. Juli 2005 in Lurgan    |   |            |     |
| Norwegen                   | – | Armenien   | 2:0 |
| 20. Juli 2005 in Ballymena |   |            |     |
| Armenien                   | – | England    | 1:1 |
| 20. Juli 2005 in Belfast   |   |            |     |
| Norwegen                   | – | Frankreich | 1:3 |
| 23. Juli 2005 in Lurgan    |   |            |     |
| Armenien                   | – | Frankreich | 0:1 |
| 23. Juli 2005 in Newry     |   |            |     |
| Norwegen                   | – | England    | 2:3 |

## Finalrunde

### Halbfinale
|                            |   |             |     |
| 26. Juli 2005 in Ballymena |   |             |     |
| Frankreich                 | – | Deutschland | 3:2 |
| 26. Juli 2005 in Lurgan    |   |             |     |
| Serbien und Montenegro     | – | England     | 1:3 |

### Finale
|                          |   |         |     |
| 29. Juli 2005 in Belfast |   |         |     |
| Frankreich               | – | England | 3:1 |

Frankreich wurde zum fünften Mal U-19-Fußball-Europameister.

## Schiedsrichter
- Alberto Undiano Mallenco
- Viktor Kassai
- Matteo Trefoloni
- Pieter Vink
- Duarte Gomes
- Damir Skomina